# Metagonyleptes grandis
Metagonyleptes grandis is een hooiwagen uit de familie Gonyleptidae.